# David Thomas (chanteur)
Pour les articles homonymes, voir David Thomas et Thomas.
David Thomas (Orpington, 26 février 1943) est un chanteur (basse) britannique.

## Biographie
David Thomas reçoit sa formation en tant que choral scholar et membre de la chorale du King's College, de Cambridge. 
Il devient rapidement un interprète reconnu de la musique ancienne et baroque, chantant dans de multiples oratorios et musiques d'ensemble. Il est notamment estimé pour ses interprétations des œuvres de Monteverdi, Purcell, Bach, Haendel et Mozart. Il fait ses débuts à l'opéra en 1981 à l'opéra de Kent en tant que Pluton, dans Il ballo delle ingrate de Monteverdi. Suivent ses débuts à Los Angeles, dans Il Sant'Alessio de Stefano Landi en 1988. 
Une de ses interprétations les plus notables est l'enregistrement en 1980, sous la direction de Christopher Hogwood, du Messie de Haendel, où il chante sa partie de basse au côté  d'Emma Kirkby et Carolyn Watkinson. Il effectue plusieurs tournées avec Emma Kirkby et le luthiste Anthony Rooley.
Thomas est également professeur de chant au Trinity College of Music à Londres.

## Discographie
Parmi ses nombreux enregistrements, il faut citer :
- Rameau, Zaïs - (Cindor) - Collegium vocal de Gand ; La Petite Bande, dir. Gustav Leonhardt, avec John Elwes, Marjanne Kweksilber, Max von Egmond, David Thomas, Mieke van der Sluis, Jane Marsh, René Jacobs (1979, 3CD Stil)
- Purcell, Dido and Æneas - (Sorceress) - Andrew Parrott (janvier 1981, Chandos Records) et Christopher Hogwood (septembre 1992, L'Oiseau-Lyre/Decca 436 992-2) (OCLC 605321554 et 815693077)
- Purcell, The Fairy-Queen - John Eliot Gardiner (juin 1981, DG) (OCLC 842836907)
- Monteverdi, L'Orfeo - (Caron) - London Baroque, dir. Charles Medlam (novembre 1983, EMI) (OCLC 658778326)
- Monteverdi, Il ritorno d'Ulisse in patria - René Jacobs (juin 1992 Harmonia Mundi) (OCLC 668448168)
- Haendel, Orlando - Christopher Hogwood (1991, L'Oiseau-lyre/Decca) (OCLC 715876647)
- Haendel, Almira - Fiori musicali (1995, CPO) (OCLC 716321942)

## Biographie
- (en) Nicholas Anderson, « Thomas, David », dans Stanley Sadie (éd.), The New Grove Dictionary of Music and Musicians, Londres, Macmillan, 2001, 2e éd., 25 000 p., 29 volumes (ISBN 9780195170672, lire en ligne)